# Alexei Sayle

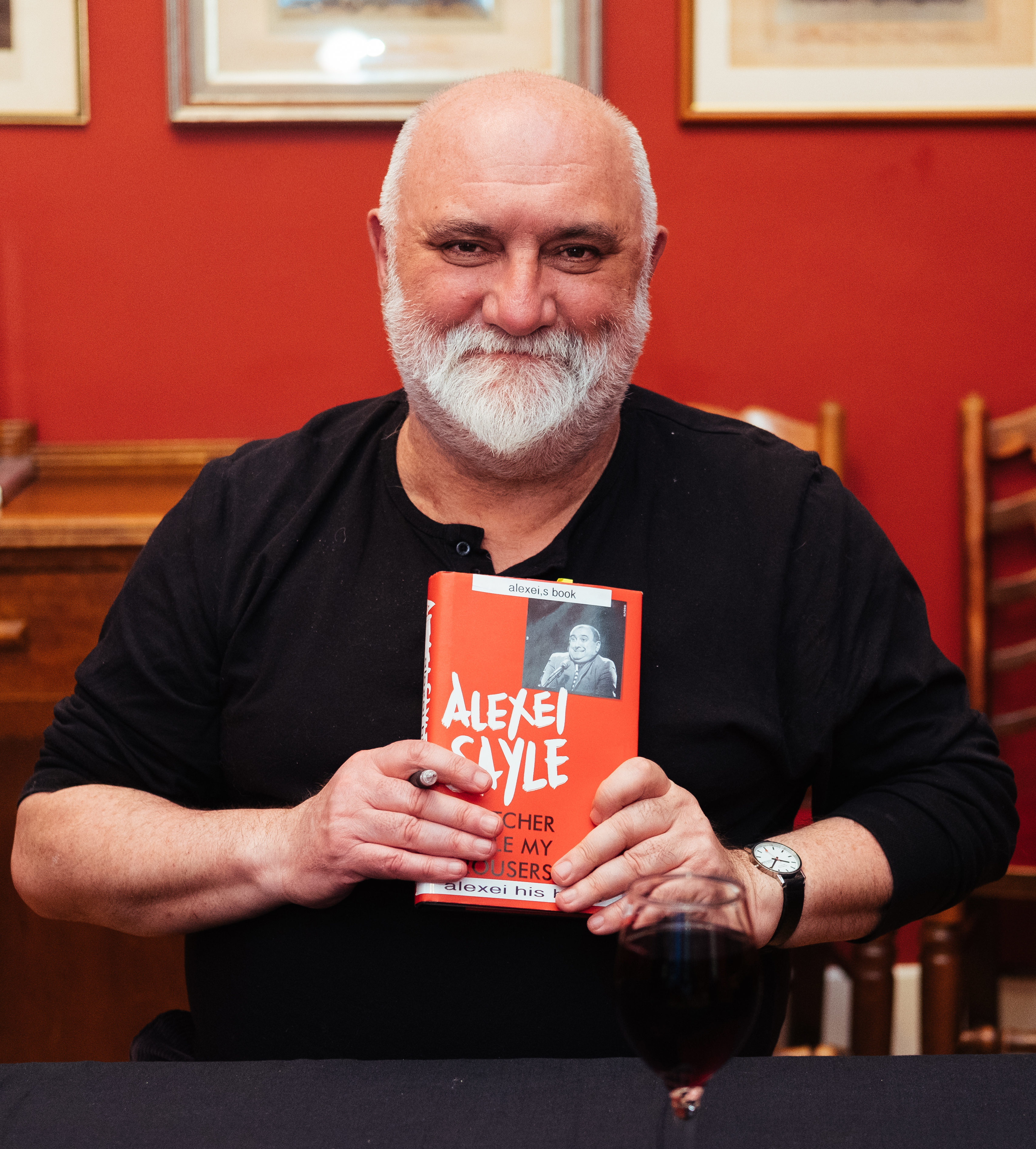
Alexei Sayle Cambridge (2016)

Alexei David Sayle (* 7. August 1952 in Liverpool, England) ist ein britischer Komiker, Schauspieler und Autor.

## Leben
Sayle wurde in Liverpool geboren und wuchs auch dort auf. Seine Mutter Molly war litauisch-jüdischer Abstammung und sein Vater Brite. Beide Elternteile waren Mitglieder der Communist Party of Great Britain. Er selbst trat der maoistischen Kommunistischen Partei Britanniens (Marxistisch-Leninistisch) 1968 bei. Nach dem Abschluss der High School in Liverpool besuchte er das Chelsea College of Art and Design in London. Sayle ist seit 1974 mit Linda Rawsthorn verheiratet. Am 3. Januar 2009 nahm er mit tausend anderen an dem Protest gegen die Operation Gegossenes Blei in London teil.

## Karriere
Seine Karriere begann Sayle als MC in dem Londoner Comdeyclub The Comedy Store. 1980 wurde er auf dem Edinburgh Festival Fringe von dem Produzenten Martin Lewis entdeckt, welcher daraufhin als Manager für ihn tätig wurde. Sayle wurde ein führendes Mitglied der The Comic Strip-Gruppe und betrieb im Londoner Radiosender Capital Radio eine eigene Show namens Alexei Sayle And The Fish People, für welche er einen Sony Radio Award gewann. Die nächsten Jahre veröffentlichte er mehrere Comedyalben und war mit der The Comic Strip-Gruppe neun Wochen in Australien auf Tour. 1982 war er zum ersten Mal in einer Fernsehshow zu sehen.
1984 schrieb er den Song Ullo John! Gotta New Motor?, welcher es in die Top 20 Charts des Vereinigten Königreichs schaffte. Danach trat Sayle in vielen Fernsehserien und Filmen auf und wurde zudem ein bekannter Voice-over-Artist. Zudem veröffentlichte er noch zwei weitere Singles: Didn't You Kill My Brother? und Meanwhile im Album Panic, welches das Cover von Michael Jacksons Album Off The Wall parodiert.
1985 trat er in der Sci-fi-Serie Doctor Who auf. 1988 spielte er in dem Theaterstück Der Sturm, welches im Londoner Old-Vic-Theater aufgeführt wurde, die Rolle des Trinculo. Seit den späten 1980ern hatte Sayle drei eigene Sketchshows namens Alexei Sayle's Stuff (1988–1991), The All New Alexei Sayle Show (1994–1995) und Alexei Sayle's Merry-Go-Round (1998), welche auf BBC Two ausgestrahlt wurden. Für seine Serie Stuff bekam Sayle 1989 einen Emmy. In Filmen war Sayle als Fiktiver Charakterdarsteller tätig. So spielte er unter anderem Rollen in Filmen wie Gorky Park (1983) und Indiana Jones und der letzte Kreuzzug (1989). 1992 war er zudem in dem letzten Film der Carry-On-Filmreihe Mach’s nochmal, Columbus in der Rolle des Achmed zu sehen.
2008 präsentierte Sayle seine neue dreiteilige Fernsehshow Alexei Sayle's Liverpool, nachdem seine Heimatstadt Liverpool zur Kulturhauptstadt Europas ernannt wurde. Zudem ist er auch als Buchautor tätig und hat bisher fünf Bücher und zwei Kurzgeschichten veröffentlicht.

## Filmografie (Auswahl)
- 1979: Repeater
- 1982: The Secret Policeman’s Other Ball
- 1982–1984: The Young Ones (Fernsehserie, 12 Folgen)
- 1983: Gorky Park
- 1985: Doctor Who (Fernsehserie, 2 Folgen)
- 1985: Supergrass – Unser Mann bei Scotland Yard  (The Supergrass)
- 1985: Die Braut (The Bride)
- 1986: Die Bombe fliegt (Whoops Apocalypse)
- 1986: Solarfighters
- 1987: Siesta
- 1987: Ein Kind der Liebe (The Love Child)
- 1989: Indiana Jones und der letzte Kreuzzug (Indiana Jones and the Last Crusade)
- 1990: Der große Reibach (The Gravy Train; Fernseh-Miniserie, 4 Folgen)
- 1991: Selling Hitler (Fernseh-Miniserie, 5 Folgen)
- 1992: Mach’s nochmal, Columbus (Carry On Columbus)
- 1993: Robin Hood Junior (Reckless Kelly)
- 1994: Paris (Fernseh-Miniserie, 6 Folgen)
- 1997: Rhinoceros Hunting in Budapest
- 1999: Swing
- 2000: Arabian Nights – Abenteuer aus 1001 Nacht (Arabian Nights; Fernseh-Miniserie, 2 Folgen)
- 2001: Don’t Walk (Kurzfilm)
- 2005: Upstaged
- 2006: Herr der Diebe (The Thief Lord)
- 2009: Agatha Christie’s Marple (Fernsehserie, Folge They Do It With Mirrors)
- 2011: Olive the Ostrich (Zeichentrickserie, 16 Folgen – als Erzählerstimme)
- 2012: New Tricks – Die Krimispezialisten (New Tricks; Fernsehserie, Folge Love Means Nothing in Tennis)
- 2018: Sometimes Always Never
- 2019: Johanna – Eine (un)typische Heldin (How to Build a Girl)

## Werke
- Train To Hell. Methuen 1984, ISBN 0-413-52460-4, mit David Stafford.
- Geoffrey The Tube Train And The Fat Comedian. Graphic Novel, Methuen 1987.
- Alexei Sayle's Great Bus Journeys Of The World. Methuen 1989, ISBN 0-413-62670-9.
- Barcelona Plates. Sceptre, 2000, ISBN 0-340-76752-9.
- The Dog Catcher. Sceptre, 2001, ISBN 0-340-81868-9.
- Overtaken. Sceptre, 2003, ISBN 0-340-76768-5.
- The Weeping Women Hotel. Sceptre, 2006, ISBN 0-340-83121-9.
- Mister Roberts. Sceptre, 2008, ISBN 978-0-340-96155-1.
- Stalin Ate My Homework. Sceptre, 2010, ISBN 978-0-340-91957-6.